# EcoRally Cup China

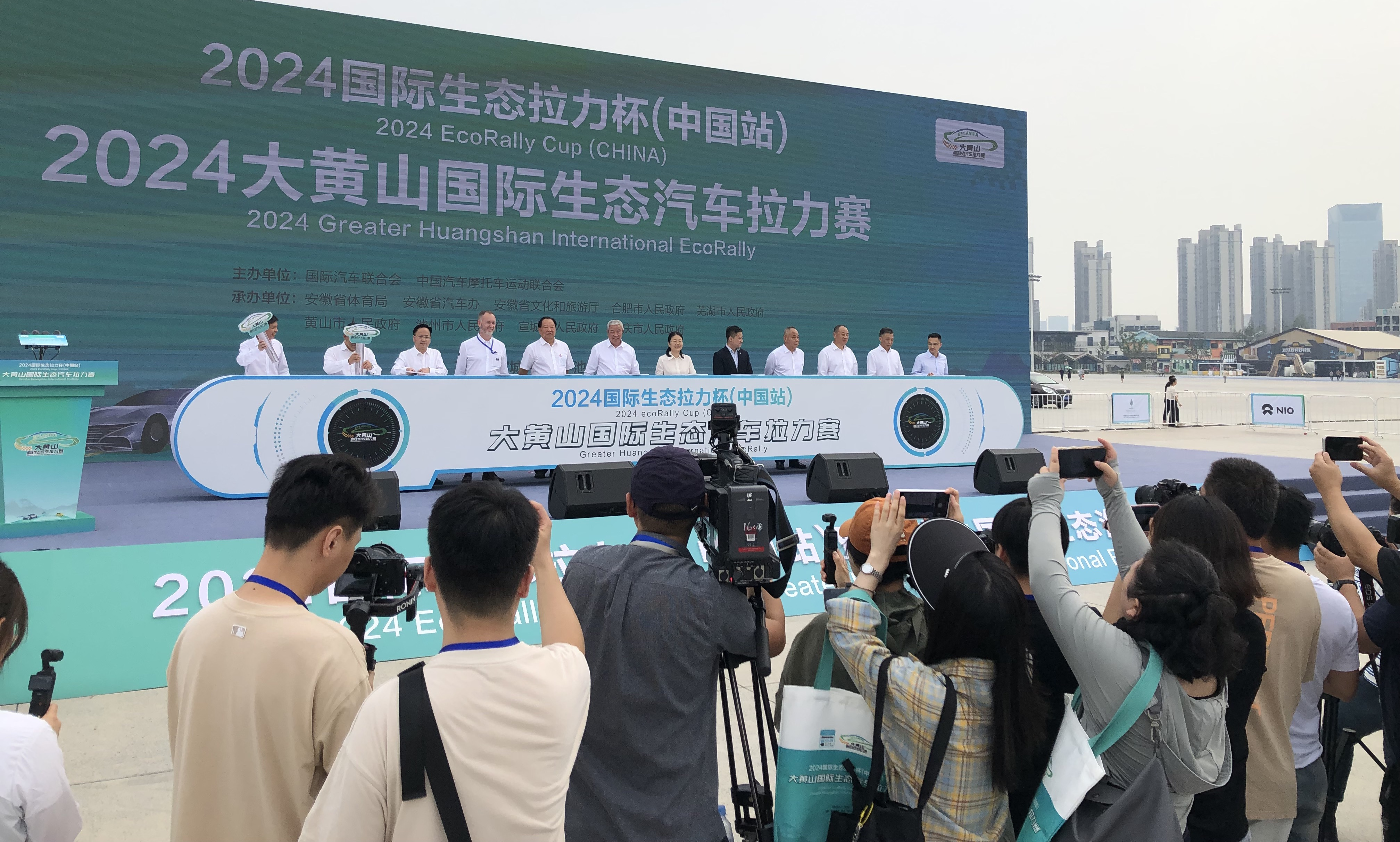
La cerimonia di apertura dell'edizione 2024 a Hefei

L'EcoRally Cup China (国际生态拉力杯中国站S) è il principale campionato cinese di rally per veicoli ad energie alternative. È organizzato dal 2024 dalla Federazione Internazionale dell'Automobile (FIA) e dalla Federazione cinese dello sport automobilistico e motociclistico (CAMF).
La prima edizione ha coinciso con il Greater Huangshan International Ecorally, che si è svolto nella provincia dell'Anhui dal 25 al 30 settembre 2024. Aperto e concluso nella città di Hefei, è stato composto da cinque tappe che hanno toccato anche le città di Wuhu, Xuancheng, Huangshan, Chizhou e Anqing.
Nel 2025 l'EcoRally Cup China consisterà di sei differenti gare, mentre il Greater Huangshang International Ecorally è candidato a diventare parte del calendario della FIA ecoRally Cup dal 2026.

## Risultati dell'edizione 2024
All'evento hanno preso parte 40 equipaggi internazionali e cinesi. Le prime tre delle cinque tappe sono state vinte dall'equipaggio italiano composto da Guido Guerrini ed Emanuele Calchetti (Nio ET5), le successive dai cinesi Chen Rui-Chen Linghang (Volkswagen Id.Unyx) e dagli spagnoli Shirley Fernández Bellas-Antonio Fernández Basanta (Chery iCar 03).
Guerrini e Calchetti hanno vinto la graduatoria generale di regolarità davanti ai portoghesi Nuno Serrano-Alexandre Berardo (Chery Exeed) e ai cechi Michal Žďárský-Milan Bydžovský (Chery Century ET). La classifica dei minori consumi è stata vinta dai cinesi Dai Silong e Cui Heng (Geely Geometry G6) davanti a Guerrini-Calchetti e Xu Zixuan-Tan Jingdi (Cina, Nio ET5).
La graduatoria finale del campionato ha visto il successo di Guerrini e Calchetti davanti a Žďárský-Bydžovský e Serrano-Berardo. Seguono Eduardo Carpintero-José Figueiredo (Portogallo, Chery iCar 03), Fernández Bellas-Fernández Basanta, Heine-Piette (Belgio, Volkswagen Id.Unyx), Špacapan-Kobal (Slovenia, Chery Century ES), Dedikov-Dedikova (Bulgaria, JAC Yiwei 3). Il titolo a squadre è stato vinto da Volkswagen.
Al rally hanno preso parte anche le medaglie d'oro olimpiche cinesi Deng Linlin come pilota e Xu Haifeng e Meng Suping come ospiti d'onore.

### Tappe
| Tappa                    | Vincitori                                          | 2º posto                            | 3º posto                                           |
| ------------------------ | -------------------------------------------------- | ----------------------------------- | -------------------------------------------------- |
| Hefei-Wuhu               | Guido Guerrini Emanuele Calchetti                  | Eduardo Carpinteiro José Figueiredo | Nuno Serrano Alexandre Berardo                     |
| Hefei-Wuhu               | Nio ET5                                            | Chery iCar 03                       | Chery ES                                           |
| Wuhu-Xuancheng-Huangshan | Guido Guerrini Emanuele Calchetti                  | Nuno Serrano Alexandre Berardo      | Shirley Fernández Bellas Antonio Fernández Basanta |
| Wuhu-Xuancheng-Huangshan | Nio ET5                                            | Chery ES                            | Chery iCar 03                                      |
| Huangshan-Chizhou        | Guido Guerrini Emanuele Calchetti                  | Bernand Heine Valérie Piette        | Shirley Fernández Bellas Antonio Fernández Basanta |
| Huangshan-Chizhou        | Nio ET5                                            | Volkswagen Id.Unyx                  | Chery iCar 03                                      |
| Chizhou-Anqing           | Chen Rui Chen Linghang                             | Nuno Serrano Alexandre Berardo      | Michal Žďárský Milan Bydžovský                     |
| Chizhou-Anqing           | Volkswagen Id.Unyx                                 | Chery ES                            | Chery ET                                           |
| Anqing-Hefei             | Shirley Fernández Bellas Antonio Fernández Basanta | Michal Žďárský Milan Bydžovský      | Eduardo Carpinteiro José Figueiredo                |
| Anqing-Hefei             | Chery iCar 03                                      | Chery ET                            | Chery iCar 03                                      |

### Classifica di regolarità
| Posizione | Equipaggio                                         | Veicolo            | Totale |
| --------- | -------------------------------------------------- | ------------------ | ------ |
| 1         | Guido Guerrini Emanuele Calchetti                  | Nio ET5            | 387    |
| 2         | Nuno Serrano Alexandre Berardo                     | Chery ET           | 453    |
| 3         | Michal Žďárský Milan Bydžovský                     | Chery ET           | 460    |
| 4         | Eduardo Carpinteiro José Figueiredo                | Chery iCar 03      | 464    |
| 5         | Shirley Fernández Bellas Antonio Fernández Basanta | Chery iCar 03      | 611    |
| 6         | Bernand Heine Valérie Piette                       | Volkswagen Id.Unyx | 613    |
| 7         | Franko Špacapan Sebastjan Kobal                    | Chery ES           | 753    |
| 8         | Kalin Dedikov Antoaneta Dedikova                   | JAC Yiwei 3        | 2753   |
| 9         | Lü Yiyu Lü Jingxi                                  | Chery ES           | 3529   |
| 10        | Xu Zixuan Tan Jingdi                               | Nio ET5            | 5506   |

### Classifica Energy Performance Index
| Posizione | Equipaggio                        | Veicolo            | Indice |
| --------- | --------------------------------- | ------------------ | ------ |
| 1         | Dai Silong Cui Heng               | Geely Geometry 6   | 0.6388 |
| 2         | Guido Guerrini Emanuele Calchetti | Nio ET5            | 0.6844 |
| 3         | Xu Zixuan Tan Jingdi              | Nio ET5            | 0.7252 |
| 4         | Liu Kai Liu Zeliang               | Nio ET7            | 0.7402 |
| 5         | Wu Yue Li Junje                   | Volkswagen Id.Unyx | 0.7554 |
| 6         | Chen Jun Wang Jajun               | Geely Geometry     | 0.7631 |
| 7         | Chen Rui Chen Linghang            | Volkswagen Id.Unyx | 0.7758 |
| 8         | Kalin Dedikov Antoaneta Dedikova  | JAC Yiwei 3        | 0.7863 |
| 9         | Gao Jian Ren Xingdong             | Leapmotor C10      | 0.7913 |
| 10        | Huang Jie Chen Peng               | Volkswagen Id.Unyx | 0.8166 |

### Classifica combinata finale
| Posizione | Equipaggio                                         | Veicolo            | Punti     |
| --------- | -------------------------------------------------- | ------------------ | --------- |
| 1         | Guido Guerrini Emanuele Calchetti                  | Nio ET5            | 264.8628  |
| 2         | Michal Žďárský Milan Bydžovský                     | Chery ET           | 422.5560  |
| 3         | Nuno Serrano Alexandre Berardo                     | Chery ET           | 473.7021  |
| 4         | Eduardo Carpinteiro José Figueiredo                | Chery iCar 03      | 490.8192  |
| 5         | Shirley Fernández Bellas Antonio Fernández Basanta | Chery iCar 03      | 623.2200  |
| 6         | Bernand Heine Valérie Piette                       | Volkswagen Id.Unyx | 650.7608  |
| 7         | Franko Špacapan Sebastjan Kobal                    | Chery ES           | 1200.2067 |
| 8         | Kalin Dedikov Antoaneta Dedikova                   | JAC Yiwei 3        | 2164.6839 |
| 9         | Xu Zixuan Tan Jingdi                               | Nio ET5            | 3992.9512 |
| 10        | Lü Yiyu Lü Jingxi                                  | Chery ES           | 5624.8731 |